# Ligne Q du métro de New York
 (janvier 2022).
Si vous disposez d'ouvrages ou d'articles de référence ou si vous connaissez des sites web de qualité traitant du thème abordé ici, merci de compléter l'article en donnant les références utiles à sa vérifiabilité et en les liant à la section « Notes et références ».
La Q Broadway Express/Brighton Local est une ligne (au sens de desserte ou service en anglais) du métro de New York. Sa couleur est le jaune étant donné qu'elle circule sur la BMT Broadway Line sur la majorité de son tracé à Manhattan. Elle est issue du réseau de l'ancienne Brooklyn-Manhattan Transit Corporation (BMT), rattachée à la Division B (type de gabarit) et compte 35 stations. Entre 1988 et 2001, la desserte Q circulait sur l'IND Sixth Avenue Line et possédait donc un logo orange.

## Histoire
Le 15 novembre 1960, avec l'arrivée des R27, le service sur la ligne de Brighton était comme suit: Express a été désigné comme Q, local par le tunnel comme QT, et local par le pont comme QB. Des lettres simples ont été utilisées pour désigner les lignes expresses et les lettres doubles pour les lignes locales, une pratique qui a commencé trente ans plus tôt avec le système de métro indépendant (IND). Toutefois, ces désignations n'étaient pas encore en usage courant, et les panneaux R27 ont continué à afficher les anciens noms de route. Pour les raisons ci-dessus et dans un souci de continuité et de cohérence, ces services ont été désignés par les anciens noms de route jusqu'à l'heure de l'ouverture de la connexion de la rue Chrystie. En outre, il a été jugé plus important et instructif d'indiquer comment les trains fonctionnaient réellement plutôt que comment les lettres ont été manipulées. À compter du 1er janvier 1961, le service de Brighton Express en semaine se terminait à la 57e rue - Septième Avenue toute la journée. Le samedi, ces trains ont fourni le service local entre Franklin Avenue  et Brighton Beach . Ce service a été fusionné dans le service de navette de l'avenue de Franklin le 14 octobre 1961, et a été interrompu complètement en février 1963. (Le service de dimanche à la plage de Brighton a été interrompu le 1er janvier 1961.) Le service local de Brighton a couru à Astoria - boulevard de Ditmars de tout temps. Le samedi, ils ont fourni un service express sur la ligne de Brighton, et ont été local toutes les autres fois. Ce changement de service était essentiellement un échange entre les terminaux nord de la section locale de Brighton et de la quatrième avenue locale, et entre le Brighton Express et le West End Express. Avant cette période, les deux services de Brighton exploitaient via le Tunnel de la 60e Rue vers Queens. Ce changement a permis de maintenir un service de Brighton disponible en cas de retard massif dans le tunnel de la 60e Rue. [6]
Du 10 février au 2 novembre 1964, les voies de Brighton Express ont été fermées pour des extensions de plate-forme. Un « skip-stop service » a été institué le long de la ligne de Brighton.
Le 28 juin 2010, le Q a été étendu au boulevard Astoria-Ditmars via le tunnel de la 60e Rue et la ligne BMT Astoria en semaine pour remplacer le W, qui a été interrompu en raison de problèmes budgétaires.

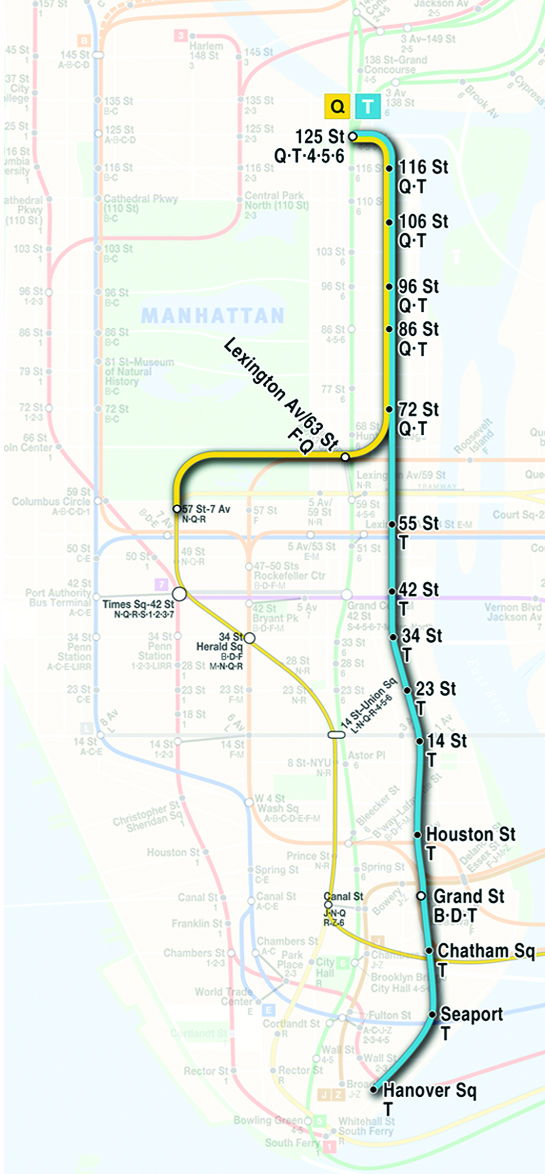
Plan du projet Second Avenue, avec en jaune l'extension de la ligne Q.

Le 7 décembre 2014, le Q a commencé à fonctionner localement à Manhattan entre la 57e Rue-Septième Avenue et Canal Street tard dans la nuit, afin de diminuer le temps d'attente aux stations locales.
La première phase du métro de la deuxième avenue a ouvert ses portes au public le 1er janvier 2017. Le Q est prolongé de la 57e Rue à la 96e Rue via la BMT 63e Rue Line et la IND Second Avenue Line. Le Q s'arrête à la station Lexington Avenue-63e Rue avec un transfert inter-plate-forme à la ligne IND 63e Rue (desservie par le train F) avant de desservir de nouvelles stations sous la deuxième avenue aux 72e Rue, 86e Rue et 96e Rue (nouveau terminus). Le service fonctionnera tous les jours 24 heures sur 24 dès le 9 janvier 2017.

## Caractéristiques

### Stations

Ancien logo de la desserte Q utilisé entre 1988 et 2001 lorsqu'elle circulait sur l'IND Sixth Avenue Line.

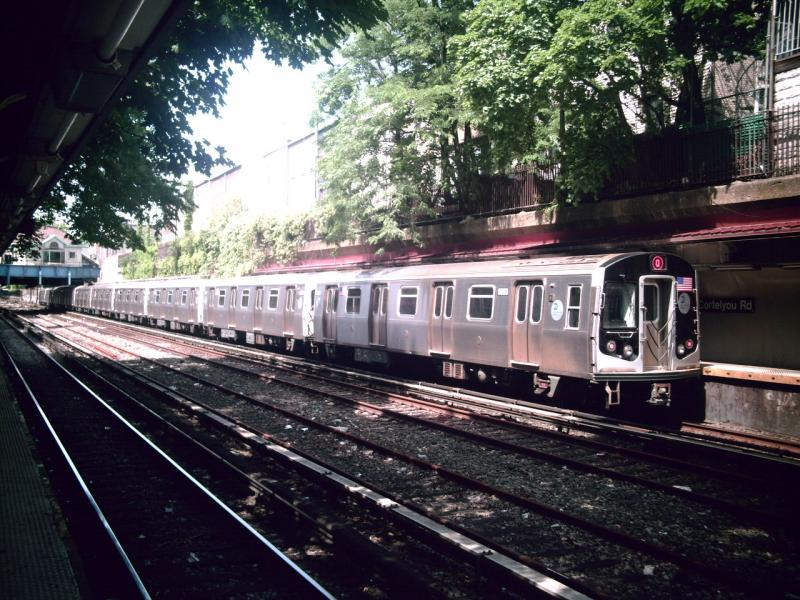
Une rame de la ligne Q à la station Cortelyou Road.

|           | Station                                         | Horaires             | Correspondances                                 |
| --------- | ----------------------------------------------- | -------------------- | ----------------------------------------------- |
| Manhattan |                                                 |                      |                                                 |
|           | 125th Street - East Harlem                      | En construction      | Metro-North Railroad                            |
|           | 116th Street                                    | En construction      |                                                 |
|           | 106th Street                                    | En construction      |                                                 |
|           | 96th Street                                     | Toujours             |                                                 |
|           | 86th Street                                     | Toujours             |                                                 |
|           | 72nd Street                                     | Toujours             |                                                 |
|           | Lexington Avenue - 63rd Street                  | Toujours             | (transfert uniquement avec MetroCard)           |
|           | 57th Street – Seventh Avenue                    | Toujours             | (N) · (R) · (W)                                 |
|           | 49th Street                                     | En semaine seulement | (N) · (R) · (W)                                 |
|           | Times Square-42nd Street                        | Toujours             | Port Authority Bus Terminal                     |
|           | 34th Street – Herald Square (métro de New York) | Toujours             | PATH                                            |
|           | 14th Street – Union Square                      | Toujours             | (4) · (5) · (6) · (<6>) · (L) · (N) · (R) · (W) |
|           | Canal Street                                    | Toujours             | (6) · (<6>) · (J) · (N) · (R) · (W) · (Z)       |
| Brooklyn  |                                                 |                      |                                                 |
|           | DeKalb Avenue                                   | Toujours             | (B) · (D) · (N) · (R)                           |
|           | Atlantic Avenue                                 | Toujours             | LIRR                                            |
|           | Seventh Avenue                                  | Toujours             | (B)                                             |
|           | Prospect Park                                   | Toujours             | (B) · (S2)                                      |
|           | Parkside Avenue                                 | Toujours             |                                                 |
|           | Church Avenue                                   | Toujours             | (B)                                             |
|           | Beverley Road                                   | Toujours             |                                                 |
|           | Cortelyou Road                                  | Toujours             |                                                 |
|           | Newkirk Plaza                                   | Toujours             | (B)                                             |
|           | Avenue H                                        | Toujours             |                                                 |
|           | Avenue J                                        | Toujours             |                                                 |
|           | Avenue M                                        | Toujours             |                                                 |
|           | Kings Highway                                   | Toujours             | (B)                                             |
|           | Avenue U                                        | Toujours             |                                                 |
|           | Neck Road                                       | Toujours             |                                                 |
|           | Sheepshead Bay                                  | Toujours             |                                                 |
|           | Brighton Beach                                  | Toujours             | (B)                                             |
|           | Ocean Parkway                                   | Toujours             |                                                 |
|           | West Eighth Street-New York Aquarium            | Toujours             | (F)                                             |
|           | Coney Island – Stillwell Avenue                 | Toujours             | (D) · (F) · (N)                                 |

## Exploitation
La ligne Q fonctionne en continu. En semaine, son parcours relie la station de 96th Street-2nd Avenue dans l'arrondissement de Manhattan  au terminal de Coney Island – Stillwell Avenue dans le sud de l'arrondissement de Brooklyn en passant par le Manhattan Bridge et en empruntant la BMT Broadway Line et la BMT Brighton Line. La desserte est express entre les stations de 34th Street – Herald Square et Canal Street, à Manhattan, et omnibus au-delà. La nuit et le week-end, le terminus nord devient 57th Street – Seventh Avenue et les métros ne s'arrêtent pas à 49th Street sur leur trajet vers Coney Island.

## Matériel Roulant
La ligne Q comporte plusieurs R46 et quelques R68.